# Готје
Вутер Андре де Бакер (енгл. Wouter Andre De Backer; 21. мај 1980), познатији под уметничким именом Готје (енгл. Gotye), аустралијски је певач и музичар.
Рођен је у белгијском граду Бриж, али када је имао две године преселио се са породицом у Аустралију. Од раних школских дана, показивао је страст за музику и почео да учи клавир и свира бубњеве.
У каријери је снимио три студијска албума. Његов глас сматра се веома сличним Стинговом и Питера Габријела.
Године 2011, Готје је са новозеландском певачицом Кимбром снимио песму Somebody That I Used To Know, која данас на друштвеној мрежи Јутјуб има готово 2 милијарде прегледа. Песма је била број 1 на Билбордовој хот 100 листи.
У фебруару 2013. он и Кимбра су победили на 55-тој Греми награди за песму Somebody That I Used To Know за најбољи поп дует.

## Дискографија
Албуми
- Boardface (2003)
- Like Drawing Blood (2006)
- Making Mirrors (2011)